# 若库尔
若库尔（法語：Jaucourt，法語發音：[ʒokuʁ]）是法国奥布省的一个市镇，位于该省东部，属于奥布河畔巴尔区。

## 地理
若库尔（48°15'33"N, 4°38'49"E）面积6.61 平方千米，位于法国大東部大區奥布省，该省份为法国中北部省份，北起马恩省，西接塞纳-马恩省，西南至约讷省，东南至科多尔省，东临上马恩省。
与若库尔接壤的市镇（或旧市镇、城区）包括：阿尔冈松、阿尔松瓦勒、多朗库尔、弗拉沃、蒙捷昂利勒、普罗韦维尔。
若库尔的时区为UTC+01:00、UTC+02:00（夏令时）。

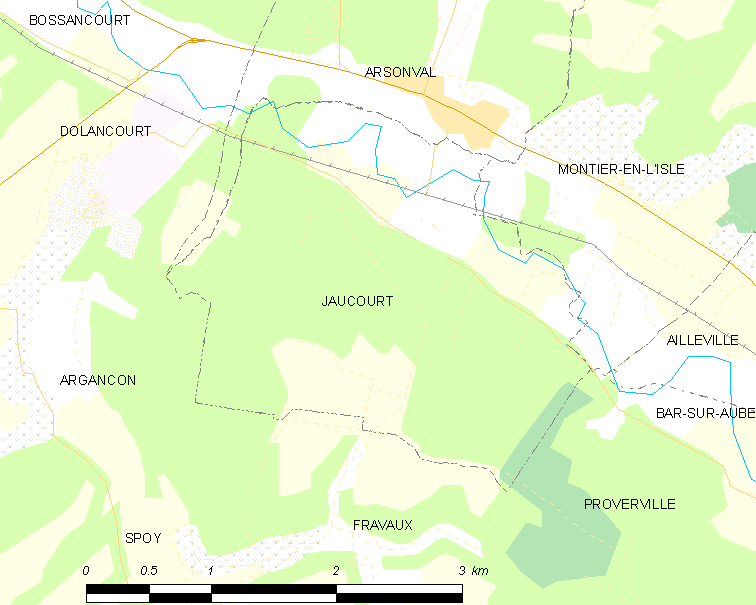
若库尔的OSM定位图

## 行政
若库尔的邮政编码为10200，INSEE市镇编码为10176。

## 政治
若库尔所属的省级选区为奥布河畔巴尔县。

## 交通
奥布省省道D46线和D113线在市中心交汇。

## 人口

1962-2008年间若库尔人口变化图示

若库尔于2022年1月1日时的人口数量为141人。